# Joffrey Pollet-Villard
Joffrey Pollet-Villard, (né le 4 janvier 1992 à Annecy), est un skieur acrobatique français spécialiste du half-pipe.

## Carrière
Licencié au club de La Clusaz, Joffrey Pollet-Villard fait ses débuts internationaux lors de la manche de Coupe du monde des Contamines en janvier 2008. Il obtient ses premiers tops 10 à partir de 2011, cumulant notamment deux quatrièmes places jusqu'ici. En septembre 2013, il se blesse au niveau des genoux, avec une rupture des ligaments croisés qui le contraint à abandonner ses espoirs de participation aux Jeux olympiques de Sotchi. Aux Championnats du monde 2015, il est médaillé d'argent avec un run de 86,60 points.

## Palmarès

### Championnats du monde
| Édition/Discipline           | half-pipe |
| Mondiaux 2013 à Oslo-Tryvann | 12e       |
| Mondiaux 2015 à Kreischberg  | Argent    |

### Coupe du monde
- Meilleur classement général : 29e en 2011.
- Meilleur classement en half-pipe : 4e en 2011.

### Championnats de France
Vice-champion de France de halfpipe en 2012